# Shayera Hol
Shayera Thal-Hol è un personaggio dei fumetti statunitensi creato da Gardner Fox (testi) e Joe Kubert (disegni), pubblicato dalla DC Comics. La sua prima apparizione avviene in The Brave and the Bold (Vol. 1) n. 34 (marzo 1961).
Seconda incarnazione di Hawkgirl e prima di Hawkwoman, Shayera Thal è raffigurata come originaria del pianeta Thanagar, dove è cresciuta in povertà in quanto nata da una relazione illegittima, per poi diventare un’agente di polizia partner di Katar Hol, che sposa e assieme al quale, una volta giunta sulla Terra, diventa una supereroina.

## Storia editoriale
La seconda Hawkgirl è stata introdotta sul numero 34 del primo volume di The Brave and the Bold in una storia scritta da Gardner Fox, disegnata da Joe Kubert e datata marzo 1961, con la quale si intendeva rinnovare i personaggi di Hawkman e Hawkgirl a dodici anni dalla loro ultima apparizione in Flash Comics nel 1949, dando loro nuove identità e origini esattamente come fatto per Flash nel 1956 con l’ideazione di Barry Allen. I nuovi Hawkman e Hawkgirl sono stati introdotti come una coppia sposata di poliziotti alieni dal pianeta Thanagar venuti sulla Terra per studiarne i metodi di lotta al crimine. Le fattezze del personaggio di Shayera inoltre, sono state ispirate da quelle di Jean Ordwein, la moglie dell’editore Julius Schwartz.
In seguito, nonostante Hawkman sia comparso su Justice League of America in modo regolare dal numero 31 (novembre 1964), Hawkgirl non entra ufficialmente a far parte del gruppo fino al numero 146, del settembre 1977, mentre a partire dal numero 272 di World's Finest Comics (ottobre 1981) cambia ufficialmente nome di battaglia in Hawkwoman. 
Con l’introduzione del concetto di multiverso DC è stato inoltre stabilito che la Hawkgirl Golden Age risiede su Terra-Uno, mentre quella Silver Age su Terra-Due.

## Biografia del personaggio

### Pre-Crisi
Nata a Thanaldar, città-stato capitale del pianeta Thanagar, Shayera Thal si arruola nelle forze di polizia del pianeta durante l’adolescenza venendo assegnata come partner al pluridecorato agente Katar Hol e, nonostante gli iniziali attriti, dopo aver arrestato assieme i Dragonfly Robbers, finiscono per innamorarsi e sposarsi. Dieci anni dopo, seguito sulla Terra un fuggitivo, si stabiliscono a Midway City con le identità di copertura di Carter e Shiera Hall in accordo col commissario George Emmett, una volta completata la miccione e rimandato il criminale su Thanagar decidono di rimanere sulla Terra per studiarne le tecniche di lotta al crimine.
Assunte le identità supereroistiche di Hawkman e Hawkgirl, la coppia inizia a collaborare con la Justice Society of America, sebbene l'unico dei due ad essere un membro effettivo del gruppo fosse il marito, mentre a Shayera è stato offerto un posto solo una volta decaduta la regola di non avere più di dodici membri, permettendo così di reclutare anche Zatanna.
Tempo dopo Shayera cambia nome di battaglia in Hawkwoman e diventa co-direttrice del Museo di Midway City. Dopo aver fermato un'invasione della Terra da parte di Thanagar, divenuta nel frattempo una dittatura militare, Hawkman e Hawkwoman vengono giudicati dei traditori e condannati all'esilio proprio sulla Terra.

### Post-Crisi
Nell'Universo DC generato in seguito a Crisi sulle Terre infinite, Shayera Thal II è figlia illegittima del Ministro della Protezione Andar Pul e della tredicenne Shayera Thal I che, per nascondere la vergogna e lo scandalo, ha partorito di nascosto e l'ha abbandonata nel ghetto di Downside affinché fosse cresciuta da un guardiano ma, dopo che questi rimane ucciso in un'azione politica e sua madre in un bombardamento terroristico la bambina, rimasta sola, viene dapprima inviata in un orfanotrofio nei quartieri alti e poi adottata dal nonno Thal Porvis. Essendo rimasta segnata dall'incontro con Katar Hol all'età di dieci anni durante la prima retata di quest'ultimo col corpo di polizia degli Wingman, una volta adulta Shayera si arruola a sua volta, rincontrandolo e aiutandolo a mettere fine allo spaccio di droga del corrotto comandante Byth Rok. Successivamente i due diventano partner e vengono mandati sulla Terra per localizzare Byth, sfuggito alle autorità di Thanagar, una volta giunti sul suddetto pianeta iniziano a collaborare con le autorità in veste di ambasciatori di Thanagar venendo presentati al pubblico coi nomi di Hawkman e Hawkwoman.
Dopo aver localizzato e sconfitto Byth Shayera fa brevemente ritorno a Thanagar, dove viene messa al corrente delle sue origini dalla nonna materna Hyanthis e riesce a smascherare un intrigo religioso. Fatto ritorno sulla Terra, Hawkwoman affronta con Hawkman svariati criminali e supercriminali, spesso collaborando con altri supereroi, fino a innamorarsi l'uno dell'altra e decidere di rimanere sul pianeta piuttosto che tornare su Thanagar sebbene a seguito degli eventi di Ora zero Katar venga fuso assieme a Carter e Shiera Hall per poi tagliare di netto la sua relazione con Shayera, che fa dunque ritorno su Thanagar e fa in seguito amicizia con la nuova Hawkgirl Kendra Saunders.
Reintegrata nelle forze militari, nel corso della guerra Rann-Thanagar difende il suo pianeta al fianco di Kendra Saunders, del rinato Carter Hall e di Adam Strange, venendo infine tradita e assassinata dalla regina tamarandiana Komand'r.

### New 52eRinascita
In seguito agli eventi di Flashpoint l'Universo DC viene completamente riscritto e rilanciato. Nella nuova realtà narrativa Shayera fa parte della famiglia reale di Thanagar e insegue l'ex-compagno Katar sulla Terra convinto che questi abbia ucciso suo fratello Corsar, salvo scoprirlo vivo e artefice di mire bellicose verso la galassia, per cui lo fa saltare in aria a bordo di un'astronave per poi trovare rifugio sulla Terra nei panni della poliziotta di Detroit "Shiera Hall". Con la nuova riscrittura della realtà di Rinascita, Shayera Thal è la reincarnazione dell'angelo Shrra, condannata a un eterno ciclo di reincarnazioni dalla Presenza come punizione per aver indirettamente commesso un genocidio risparmiando l'avatar del Vuoto, Ktar. il suo ciclo di rinascite, che comprende le incarnazioni di Hawkgirl, è tuttavia stato spezzato permettendole di esistere contemporanemaente a Kendra Saunders. Figlia dell'Imperatore di Thanagar Thal Provis, Shayera sceglie una carrriera nelle forze di polizia divenendo partner e poi moglie di Katar Hol assieme al quale, nel corso della secolare vita thanagariana, ha vissuto a Midway City operando come Hawkman e Hawkgirl entrambi membri della Justice League of America, periodo dopo il quale Shayera è rimasta molto intima della Lanterna Verde John Stewart.
Ascesa alla carica di Imperatrice di Thanagar dopo la distruzione portata sul pianeta da Despero, consigliata da Kendra e Martian Manhunter inizia la ricostruzione del pianeta rendendolo uno dei principali alleati della Justice League. Tempo dopo. Shayera e Ktar riescono a sconfiggere il Vuoto tornando alle loro forme di Shrra e Ktar ottenendo come ricompensa di potersi reincarnare nuovamente nelle loro vite preferite, offerta che essi accettano rivivendo le loro identità di Shiera Sanders e Carter Hall negli anni '40, unendosi alla Justice Society.
Decenni dopo, tornata all'era moderna, aiuta la Justice Society a combattere la crisi oscura provocata da Pariah, tuttavia dopo che Thanagar viene quasi distrutto da Mogo, Shayera lascia Carter e la Terra per farvi ritorno accompagnata da John Stewart sedando i disordini provocati dalle Lanterne Rosse ed aiutando il suo popolo a trovare una nuova casa.

## Poteri e abilità
Come per ogni versione di Hawkgirl i poteri di Shayera Hol derivano principalmente dal metallo Nth, che le conferisce forza e resistenza sovrumane, fattore rigenerante e la capacità di volare. Inizialmente tali poteri provenivano da un'imbracatura con due grandi ali controllate a suo piacimento mentre, dopo Rinascita, le ali divengono un'apparato biologico degli abitanti di Thanagar. Inoltre dispone di sensi estremamente sviluppati, della capacità di comunicare coi volatili ed è un'abile guerriera esperta sia nel combattimento corpo a corpo che nell’uso d’ogni tipologia di arma.

## Altre versioni

### Legend of the Hawkman
Nell'Elseworld Legend of the Hawkman Shayera e Katar affrontano le divergenze di vedute sul restare sulla terra o tornare su Thanagar, dato che la prima sente nostalgia di casa mentre il secondo si è affezionato alla vita terrestre.

### The Nail
In JLA: The Nail Shayera Hol / Hawkgirl è un membro della Justice League, e vi rimane anche dopo la morte di suo marito per mano di Amazo. Nel sequel Another Nail fa amicizia con Zatanna e perdona Oliver Queen dopo che questi confessa di sentirsi responsabile per la morte di suo marito.

### Il Cavaliere Oscuro colpisce ancora
Ne Il Cavaliere Oscuro colpisce ancora, Shayera e Katar Hol si schiantano con la loro navicella in Costa Rica nel tentativo di tornare su Thanagar e vengono assassinati da Lex Luthor. I loro figli, sopravvissuti, crescono covando vendetta e il maschio assume quindi l'identità di Hawkboy e uccide a sua volta Luthor.

### Justice
Nell’universo di Justice Shayera Hol / Hawkgirl è un membro della Justice League.

## Altri media

### Cinema
- Shayera Hol ha un cameo non parlato nel film d'animazione Justice League: The New Frontier.[55]
- Il personaggio fa una breve comparsa in Teen Titans Go! - Il film.[55]
- Shayera Hol, doppiata da Jamie Gray Hyder, compare nel film DCAMU Lanterna Verde - Attenti al mio potere.[56][55]

### Televisione

Shayera Hol / Hawkgirl nella sigla iniziale di Justice League Unlimited

- Shayera Hol / Hawkgirl compare ne I Superamici doppiata nella serie del 1977 da Shannon Farnon[55] e in quella del 1980 da Janet Waldo.
- Nel DC Animated Universe (DCAU) Shayera Hol / Hawkgirl (Alata nella versione italiana) è doppiata da Maria Canals-Barrera[55] con la voce italiana di Elda Olivieri. In tale versione è un membro delle forze armate di Thanagar esperta in combattimento che brandisce una mazza in metallo Nth capace di disperdere l'energia magica. 
  - In Justice League (2001-2004) è un membro fondatore del gruppo omonimo, stringe un legame fraterno con Flash e una relazione sentimentale con John Stewart che però viene bruscamente interrotta dopo che si rivela essere una spia di Thanagar e il suo popolo occupa la Terra per costruire un dispositivo destinato a distruggerla, motivo per il quale li tradisce contribuendo a cacciarli e venendo perciò esiliata dal suo pianeta, per poi decidere di lasciare il gruppo.
  - Nella terza stagione di Static Shock (2003), compare in due episodi per affrontare Brainiac assieme a Static, Gear e il resto della Justice League.
  - In Justice League Unlimited torna a far parte del gruppo a partire dalla seconda stagione dopo un lungo periodo d'assenza passato nel santuario del Dottor Fate, iniziando a ricucire i rapporti coi compagni e con John, che tuttavia ha nel frattempo iniziato una relazione con Vixen. Nonostante venga rivelato che in un possibile futuro Shayera e John avranno un figlio assieme, il destino della loro relazione viene volutamente lasciato ambiguo da Bruce Timm di modo che i fan possano "immaginarlo per conto proprio".[57]
- Hawkwoman compare nella serie animata Young Justice, doppiata da Zehra Fazal,[58][59] tale versione è ispirata a Shayera Thal/Hol ed appare come membro della Justice League.

### Videogiochi
Shayera Hol appare nei seguenti videogiochi:
- Justice League: Injustice for All (2002)
- Justice League: Chronicles (2003)
- DC Universe Online (2011), doppiata da Lana Lesley.[55]
- LEGO Batman 2: DC Super Heroes (2012), doppiata da Kari Wahlgren.
- LEGO Batman 3: Gotham e oltre (2014), doppiata da Kari Wahlgren.
- Injustice 2 (2017)
- LEGO DC Super-Villains (2018), doppiata da Tiffany Smith.[55]

### Varie
- La versione DCAU del personaggio compare in Justice League Adventures e Justice League Beyond, tie-in a fumetti di Justice League Unlimited dove lei e John Stewart si ricongiungono dopo la morte di Vixen, si sposano e hanno un figlio assieme, Rex, lasciando dunque la Justice League per crescerlo in serenità.[60][61]
  - Tale versione del personaggio fa inoltre una comparsa nell'antologia DC New Talents Showcase.[62]
- Shayera Hol / Hawkgirl compare nel prosieguo a fumetti di Batman: The Brave and the Bold.
- Il personaggio compare, in una versione ispirata alla trasposizione DCAU nella miniserie Justice League Infinity.[63]